# Kroksjön (Hanebo socken, Hälsingland)
Kroksjön är en sjö i Bollnäs kommun och Ockelbo kommun i Hälsingland och ingår i Hamrångeåns huvudavrinningsområde. Sjön är 10,3 meter djup, har en yta på 0,364 kvadratkilometer och är belägen 283,4 meter över havet. Sjön avvattnas av vattendraget Kroksjöbäcken. Största delen av sjöns yta ligger inom Ockelbo kommun, den gränsar där med nordöstra stranden mot Kroksjö öga naturreservat.

## Delavrinningsområde
Kroksjön ingår i det delavrinningsområde (677398-153984) som SMHI kallar för Mynnar i Hamrångeån. Medelhöjden är 290 meter över havet och ytan är 3,22 kvadratkilometer. Det finns inga avrinningsområden uppströms utan avrinningsområdet är högsta punkten. Kroksjöbäcken som avvattnar avrinningsområdet har biflödesordning 2, vilket innebär att vattnet flödar genom totalt 2 vattendrag innan det når havet efter 52 kilometer. Avrinningsområdet består mestadels av skog (76 procent). Avrinningsområdet har 0,35 kvadratkilometer vattenytor vilket ger det en sjöprocent på 10,9 procent.